# إنج دانيلسون
إنج دانيلسون (بالسويدية: Inge Danielsson) (و. 1941  م) هو لاعب كرة قدم، من السويد، مركز لعبه هو لاعب وسط.

## روابط خارجية
- إنج دانيلسون على موقع الاتحاد الأوربي (الإنجليزية)
- إنج دانيلسون على موقع قاعدة بيانات كرة القدم.إي يو (الإنجليزية)
- إنج دانيلسون على موقع ناشيونال فوتبول تيمز (الإنجليزية)
- إنج دانيلسون على موقع عالم كرة القدم.نت (الإنجليزية)